# Anders Larsson (längdåkare)
Anders Larsson, född 3 oktober 1961 i Karlstad, Sverige, är en svensk tidigare längdskidåkare, som under den aktiva karriären representerade Bondsjöhöjdens IK.
Larsson deltog i olympiska vinterspelen 1984 i Sarajevo och kom 39:a på 50 kilometer. Anders Larsson vann Vasaloppet 1987. Han tilldelades Sixten Jernbergpriset 1982.